# Toivo Louko
Toivo Louko, ursprungligen Nieminen, född 15 november 1884 i Jalasjärvi, död 30 juni 1944 i Helsingfors, var en finländsk operasångare (baryton).
Louko växte upp i Alavo, där han anslöt sig som kornettist till en lokal musikgrupp. Louko flyttade sedan till Helsingfors, där han fram till 1911 studerade vid Helsingfors klockare-organistskola. Åren 1913–1916 studerade han vid Helsingfors musikinstitut och företog studieresor till Dresden 1920, Milano 1925 och Berlin 1929. Han var en tid dirigent för hornorkestern i Alavo och var 1911–1921 verksam som kantor i Halikko. Sedan 1921 var han aktiv vid Finlands nationalopera. Sitt sista scenframträdande gjorde Louko 1941. När Rundradion 1932 gjorde sin första studiosändning av operamusik, var Louko, Lahja Linko och Wäinö Sola solister, och radions symfoniorkester dirigerades av Toivo Haapanen.
Som grammofonsångare debuterade Louko 1925. I mars 1929 inbjöds Louko tillsammans med flera andra operasångare till bolaget Odeons filial i Helsingfors för att spela in grammofonskivor. Ackompanjemanget handhades av Helsingfors stadsorkester. Sammanlagt sjöng han in 40 titlar.

## Skivinspelningar
| Datum            | Plats       | Sånger | Ackompanjemang          |
| ---------------- | ----------- | --- | ----------------------- |
| 20 november 1925 | Helsingfors | Anssin Jukka Aurinko nousee idästä Ei sitä sanaa sanoa saisi Humalamäen sillalla Isoo Antti Ketoolan Jukka ja Ylisen Marja Liisan laulu Maijan laulu Matalasta torpasta Niin kauan minä tramppaan Poika oli Pohjan Torniosta Tuuli se taivutti koivun larvan Ristilinjaalihoijakka Tule tule kultani                                                                | piano                   |
| 3 juni 1929      | Helsingfors | Amerikan polkka Lammaspaimen Morsiamen polkka Mun heilini Piikatytön laulu | violin, dragspel, banjo |
| 5 juni 1929      | Helsingfors | Vanha balladi | dragspel, violin        |
| 6 juni 1929      | Helsingfors | Suomalaiset tarkka-ampujat | okänd orkester          |
| 1929             | Helsingfors | Hulivilipoika Ei nyt ole aja niinkuin ennen Heilini soitteli Hurraa nyt komppania kotimaata kohden Joki Tule tule kultani Juho ja Hilma Imatran rannalla 1–2 Jää hyvästi Kaipaava Kymmenen virran maa Meinaisin meinaisin Minä olen yksi nuori meripoika Oolannin sota Vankilaulu Pohjalaisia aarioita oopperasta Se oli yksi lauantai-ilta Surressa Tula tullallaa | okänd orkester          |